# 4 × 100 meter stafett för herrar i friidrott vid olympiska sommarspelen 1972
4 x 100 meter herrar vid olympiska sommarspelen 1972 i München avgjordes 9-10 september. 

## Medaljörer
| Gren          | Guld                                                            | Guld       | Silver                                                                                   | Silver | Brons                                                                         | Brons |
| 4 x 100 meter | USA · Larry Black · Robert Taylor · Gerald Tinker · Edward Hart | 38,19 (VR) | Sovjetunionen · Aleksandr Korneljuk · Vladimir Lovetskij · Juris Silovs · Valerij Borzov | 38,50  | Västtyskland · Jobst Hirscht · Karlheinz Klotz · Gerhard Wucherer · Klaus Ehl | 38,79 |

## Resultat
- Q innebär avancemang utifrån placering i heatet.
- q innebär avancemang utifrån total placering.
- DNS innebär att personen inte startade.
- DNF innebär att personen inte fullföljde.
- DQ innebär diskvalificering.
- NR innebär nationellt rekord.
- OR innebär olympiskt rekord.
- WR innebär världsrekord.
- WJR innebär världsrekord för juniorer
- AR innebär världsdelsrekord (area record)
- PB innebär personligt rekord.
- SB innebär säsongsbästa.

### Heat
Heat ett
| Placering | Namn                                                                                 | Nationalitet  | Tid   |
| --------- | ------------------------------------------------------------------------------------ | ------------- | ----- |
| 1         | Aleksandr Korneljuk, Vladimir Lovetskij, Juris Silovs, Valerij Borzov                | Sovjetunionen | 39,15 |
| 2         | Jobst Hirscht, Karlheinz Klotz, Gerhard Wucherer, Klaus Ehl                          | Västtyskland  | 39,17 |
| 3         | Manfred Kokot, Bernd Borth, Hans Jürgen Bombach, Siegfried Schenke                   | Östtyskland   | 39,17 |
| 4         | Georg Regner, Axel Nepraunik, Gert Nöster, Helmut Lang                               | Österrike     | 40,49 |
| 5         | Luis Alers, Guillermo González, Pedro Ferrer, Jorge Vizcarrondo                      | Puerto Rico   | 41,34 |
| 6         | Mohamed Jaman Al-Dosari, Mansour Al-Juaid, Bilal Said Al-Azma, Said Khalil Al-Dosari | Saudiarabien  | 43,35 |
| -         | Muhammad Younis, Norman Brinkworth, Muhammad Siddiq, Nusrat Iqbal Sahi               | Pakistan      | DNS   |
| -         | Abdulazeez Abdulkareem, Malik Murdhi, Mohamed Mubarak, Younis Abdallah Rabee         | Kuwait        | DNS   |

Heat två
| Placering | Namn                                                                            | Nationalitet    | Tid   |
| --------- | ------------------------------------------------------------------------------- | --------------- | ----- |
| 1         | Patrick Bourbeillon, Jean-Pierre Grès, Gérard Fenouil, René Metz                | Frankrike       | 39,01 |
| 2         | Jaroslav Matoušek, Juraj Demeč, Jiří Kynos, Luděk Bohman                        | Tjeckoslovakien | 39,31 |
| 3         | Rex Bazunu, James Olakunle, Benedict Majekodunmi, Kola Abdulai                  | Nigeria         | 39,66 |
| 4         | Humberto Galea, Félix Mata, Alberto Marchán, Jesús Rico                         | Venezuela       | 39.74 |
| 5         | Kouakou Komenan, Amadou Meité, Kouami N’Dri, Gaoussou Koné                      | Elfenbenskusten | 39.81 |
| 6         | Jean-Louis Ravelomanantsoa, Alfred Rabenja, André Ralainasolo, Henri Rafaralahy | Madagaskar      | 40.58 |
| 7         | Lee Chung-Ping, Su Wen-Ho, Chen Chin-Long, Chen Ming-Chi                        | Republiken Kina | 41.78 |
| -         | Andrew Sartee, Thomas O’Brien Howe, Dominic Saidu, Thomas Nma                   | Liberia         | DNS   |

Heat tre
| Placering | Namn                                                                        | Nationalitet        | Tid   |
| --------- | --------------------------------------------------------------------------- | ------------------- | ----- |
| 1         | Stanisław Wagner, Tadeusz Cuch, Jerzy Czerbniak, Zenon Nowosz               | Polen               | 39,11 |
| 2         | Ohene Karikari, James Addy, Sandy Osei-Agyemang, George Daniels             | Ghana               | 39,46 |
| 3         | Antti Rajamäki, Raimo Vilén, Erik Gustafsson, Markku Juhola                 | Finland             | 39,54 |
| 4         | José Triana, Juan Morales, Hermes Ramírez, Pablo Montes                     | Kuba                | 39.65 |
| 5         | Malang Mané, Christian Dorosario, Momar N’Dao, Barka Sy                     | Senegal             | 40.95 |
| 6         | Somsakdi Boontud, Surapong Ariyamongkol, Panus Ariyamongkol, Anat Ratanapol | Thailand            | 41.04 |
| -         | Michael Fray, Donald Quarrie, Lennox Miller, Horace Levy                    | Jamaica             | DNS   |
| -         | Ainsely Armstrong, Rudolph Reid, Bertram Lovell, Hasely Crawford            | Trinidad och Tobago | DNS   |

Heat fyra
| Placering | Namn                                                                       | Nationalitet      | Tid   |
| --------- | -------------------------------------------------------------------------- | ----------------- | ----- |
| 1         | Larry Black, Robert Taylor, Gerald Tinker, Edward Hart                     | USA               | 38,96 |
| 2         | Vincenzo Guerini, Ennio Preatoni, Luigi Benedetti, Pietro Mennea           | Italien           | 39.29 |
| 3         | Berwyn Price, Don Halliday, Dave Dear, Brian Green                         | Storbritannien    | 39.63 |
| 4         | Antoine Kiakouama, Louis Nkanza, Jean-Pierre Bassegela, Théophile Nkounkou | Kongo-Brazzaville | 39.86 |
| 5         | Danny Smith, Harry Lockhart, Walter Callander, Mike Sands                  | Bahamas           | 40.48 |
| 6         | Obedi Mwanga, Norman Chihota, Claver Kamanya, Hamad Ndee                   | Tanzania          | 41.07 |
| -         | Sisaye Feleke, Solomon Belaye, Kebede Bedasso, Egzi-Gebre-Gebre            | Etiopien          | DNF   |
| -         | José Luis Sánchez, Manuel Carballo, Francisco García, Luis Sarría          | Spanien           | DNF   |

### Semifinaler
Heat ett
| Placering | Namn                                                            | Nationalitet    | Tid   |
| --------- | --------------------------------------------------------------- | --------------- | ----- |
| 1         | Larry Black, Robert Taylor, Gerald Tinker, Edward Hart          | USA             | 38,54 |
| 2         | Jobst Hirscht, Karlheinz Klotz, Gerhard Wucherer, Klaus Ehl     | Västtyskland    | 38.86 |
| 3         | Stanisław Wagner, Tadeusz Cuch, Jerzy Czerbniak, Zenon Nowosz   | Polen           | 38.90 |
| 4         | Jaroslav Matoušek, Juraj Demeč, Jiří Kynos, Luděk Bohman        | Tjeckoslovakien | 39.01 |
| 5         | José Triana, Juan Morales, Hermes Ramírez, Pablo Montes         | Kuba            | 39.04 |
| 6         | Kola Abdulai, Rex Bazunu, James Olakunle, Timon Oyebami         | Nigeria         | 39.73 |
| 7         | Ohene Karikari, James Addy, Sandy Osei-Agyemang, George Daniels | Ghana           | 39.99 |
| -         | Georg Regner, Axel Nepraunik, Günther Würfel, Helmut Lang       | Österrike       | DQ    |

Heat två
| Placering | Namn                                                                       | Nationalitet      | Tid   |
| --------- | -------------------------------------------------------------------------- | ----------------- | ----- |
| 1         | Patrick Bourbeillon, Jean-Pierre Grès, Gérard Fenouil, Bruno Cherrier      | Frankrike         | 39,00 |
| 2         | Aleksandr Korneljuk, Vladimir Lovetskij, Juris Silovs, Valerij Borzov      | Sovjetunionen     | 39.00 |
| 3         | Manfred Kokot, Bernd Borth, Hans-Jürgen Bombach, Siegfried Schenke         | Östtyskland       | 39.06 |
| 4         | Vincenzo Guerini, Ennio Preatoni, Luigi Benedetti, Sergio Bello            | Italien           | 39.21 |
| 5         | Antti Rajamäki, Raimo Vilén, Erik Gustafsson, Markku Juhola                | Finland           | 39.30 |
| 6         | Les Piggot, Don Halliday, Dave Dear, Brian Green                           | Storbritannien    | 39.47 |
| 7         | Humberto Galea, Félix Mata, Alberto Marchán, Jesús Rico                    | Venezuela         | 39.74 |
| 8         | Antoine Kiakouama, Louis Nkanza, Jean-Pierre Bassegela, Théophile Nkounkou | Kongo-Brazzaville | 39.97 |

### Final
| Placering | Namn                                                                  | Nationalitet    | Tid   | Noteringar |
| --------- | --------------------------------------------------------------------- | --------------- | ----- | ---------- |
| 1         | Larry Black, Robert Taylor, Gerald Tinker, Edward Hart                | USA             | 38,19 | WR         |
| 2         | Aleksandr Korneljuk, Vladimir Lovetskij, Juris Silovs, Valerij Borzov | Sovjetunionen   | 38,50 |            |
| 3         | Jobst Hirscht, Karlheinz Klotz, Gerhard Wucherer, Klaus Ehl           | Västtyskland    | 38,79 |            |
| 4         | Jaroslav Matoušek, Juraj Demeč, Jiří Kynos, Luděk Bohman              | Tjeckoslovakien | 38,82 |            |
| 5         | Manfred Kokot, Bernd Borth, Hans-Jürgen Bombach, Siegfried Schenke    | Östtyskland     | 38,90 |            |
| 6         | Stanisław Wagner, Tadeusz Cuch, Jerzy Czerbniak, Zenon Nowosz         | Polen           | 39,03 |            |
| 7         | Patrick Bourbeillon, Jean-Pierre Grès, Gérard Fenouil, Bruno Cherrier | Frankrike       | 39,14 |            |
| 8         | Vincenzo Guerini, Ennio Preatoni, Luigi Benedetti, Pietro Mennea      | Italien         | 39,14 |            |

Key:  DNF = Did not finish (fullföljde inte)
 * Wind assisted